# Back Chat
„Back Chat“ je píseň britské rockové skupiny Queen. Napsal ji baskytarista John Deacon a byla vydána na albu Hot Space z roku 1982 a dne 9. srpna 1982 byla vydána i jako singl s b-stranou „Staying Power“. Skladba je nejvíce ovlivněna funkem, stejně jako několik dalších písní z Hot Space (například Body Language). John Deacon zvolil nekompromisní metodu eliminace jakýchkoli rockových prvků ze svých písní pro toto album a jelikož se podílel na mnoha písních z tohoto alba, vzniklo z alba něco, co si ostatní členové skupiny nepřáli. Způsobilo to nepříjemnou atmosféru a hádky v kapele. Nejvíce chtěl v písních uhájit rockové prvky zejména Brian May, příliš však u Deacona neuspěl – prosadil si zde pouze své kytarové sólo.
Píseň byla součástí setlistu pro koncerty v rámci Hot Space Tour. Hrána byla v rychlejším tempu s více rockově orientovaným provedením. Název písně „Back Chat“ je anglický idiom, který se používá k označení nestoudné odpovědi, zejména nadřízenému. V rámci recenze alba časopisem Rolling Stone kritik John Milward popsal hudební styl písně jako „divoká rock-funková melodie s kytarovými party kluzkými jako ledový taneční parket.“

## Obsazení nástrojů
- Freddie Mercury – hlavní zpěv a doprovodné vokály
- Brian May – elektrická kytara
- Roger Taylor – elektronické bicí
- John Deacon – basová kytara, rytmická kytara,[2] syntezátor, bicí automat

## Umístění v žebříčcích
| Žebříček (1982)                          | Umístění |
| ---------------------------------------- | -------- |
| Spojené království (UK Singles Chart)    | 40       |
| Irsko (Irish Singles Chart)              | 19       |
| Jihoafrická republika (Springbok Radio)  | 18       |
| Západní Německo (Official German Charts) | 69       |